# Parapercis diplospilus
Parapercis diplospilus és una espècie de peix de la família dels pingüipèdids i de l'ordre dels perciformes.
És un peix marí, demersal (fins als 35 m de fondària) i de clima tropical, el qual viu als fons sorrencs o fangosos amb petits esculls de les illes Filipines, Indonèsia, Papua Nova Guinea i Austràlia
El cos, allargat, fa 9,5 cm de llargària màxima i mostra una filera de grans taques marrons a la part inferior, dues taques prominents ovalades i negres (una damunt de l'altra) i el marge posterior del preopercle i de l'opercle força serrat. 5 espines i 20-24 radis tous a l'aleta dorsal i 1 espina i 16-20 radis tous a l'anal. Les vores de les escates situades a les dues cinquenes parts de l'àrea superior del cos són de color marró fosc, mentre que l'interior és clar. La part superior del cos té 8 franges fosques en forma de "V" a penes visibles, les quals esdevenen més fosques a la part inferior de cada "V". Escates ctenoides a les galtes.
És inofensiu per als humans.